# Relatieve fout
De relatieve fout van een meting is het relatieve verschil tussen een gemeten waarde (een benadering van de werkelijkheid) en de exacte waarde (de juiste waarde).
Meer formeel geldt dat bij een exacte waarde v en een benadering {\displaystyle v_{\text{benaderd}}} de relatieve fout η gelijk is aan
{\displaystyle \eta ={\frac {v_{\text{benaderd}}-v}{v}}}.
Een relatieve fout kan zowel positief als negatief zijn. Bij de bepaling van de grootte van een relatieve fout wordt rekening gehouden met de grootte van de werkelijke waarde. Een bepaalde fout zal bij een grote werkelijke waarde resulteren in een kleinere relatieve fout dan wanneer de werkelijke waarde klein is.
Tegenover de relatieve fout staat de absolute fout ({\displaystyle \epsilon =v_{\text{benaderd}}-v\,}).
Fouten worden onder andere veroorzaakt door afrondfouten (bijvoorbeeld π ≈ 3,14159) en meetfouten (niet-precieze meetapparatuur). 
Fouttheorie wordt gebruikt in verschillende onderdelen van de wiskunde, zoals numerieke analyse en statistiek, en in disciplines waar men met meetresultaten en modellen te maken heeft, om een idee te krijgen van de grootte van de fout.